# Joseph Weißhaar

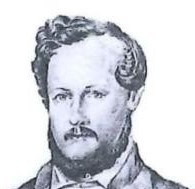
Josef Weißhaar.

Joseph Weißhaar (* 4. März 1814 in Pfohren; † 22. Mai 1870 in Zürich) war ein Gastwirt und Politiker sowie Anführer einer Badischen Freischartruppe die am 20. April 1848 in Steinen nach kurzem Gefecht unterlag.

## Leben
Weißhaar wurde als Sohn eines Gastwirts in Pfohren geboren und übernahm später das Gasthaus Engel in Lottstetten. Mit seiner Frau und Cousine Wallburga hatte er 6 Kinder. Seine Gaststätte lag an der Straße von Schaffhausen nach Zürich und war eine Station für den Pferdewechsel. Zudem wurden hier auch Handelsgeschäfte in Getreide in großem Umfang abgewickelt. Weißhaar war dementsprechend wohlhabend und einflussreich.

### Im Heckeraufstand (April 1848)

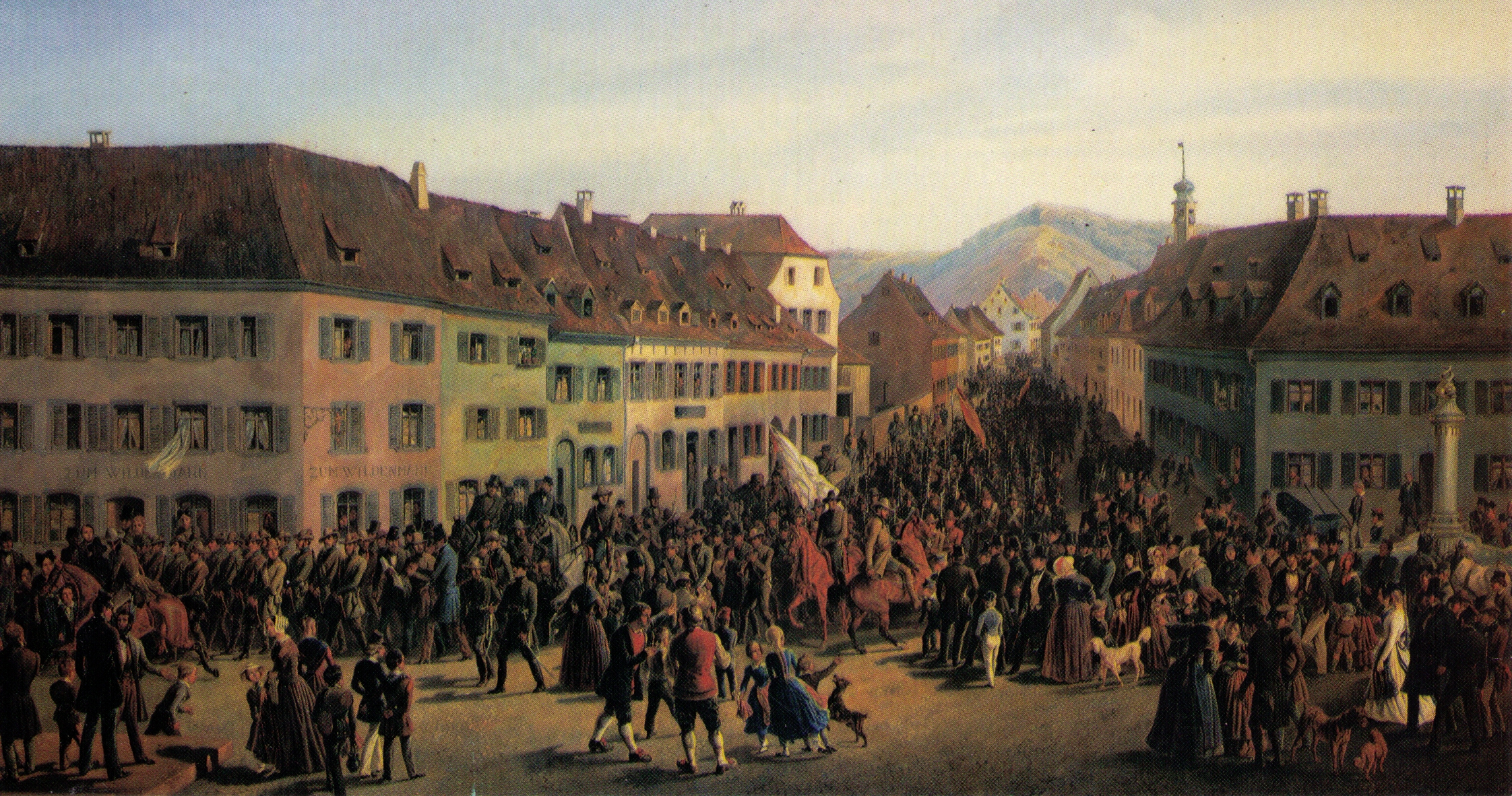
Einzug der Freischärler unter der Führung von Joseph Weißhaar und Gustav Struve in Lörrach am 20. April 1848.

Zu Beginn des Jahres 1848 wurde Weißhaar zum Kommandanten der Lottstetter Bürgerwehr gewählt. Im März gehörte er dem Zentralausschuss der badischen Volksvereine für den Oberrheinkreis an. Bereits Anfang April wurde auf einer Volksversammlung in Dettighofen beschlossen sich dem geplanten Heckerzug anzuschließen und Weißhaar wurde zum Oberst des Aufgebots aus dem Klettgau gewählt. Während Heckers Freischar am 13. April in Konstanz aufbrach, begann Weißhaar mit seiner Hochrheinkolonne den Marsch nach Westen – auf Lörrach – erst am 17. April. Die Kolonne zu der in Grießen auch Gustav Struve gestoßen war, zog weiter über Nollingen nach Lörrach, wo er am 20. April (Gründonnerstag) mit 600 Mann in Lörrach einzog. Der Lörracher Historienmaler Friedrich Kaiser hat diesen Einzug in einem Gemälde dargestellt.
Auf die Nachricht von Heckers Niederlage im Gefecht auf der Scheideck marschierte die Kolonne weiter nach Steinen um Hecker zu Hilfe zu kommen. Die Kolonne Weißhaar-Struve konnte nur noch einen Teil der Fliehenden aufnehmen. Eine kleine Schützenabteilung wurde Richtung des heutigen Steinemer Ortsteils Schlächtenhaus vorgeschoben. Die nachrückenden Bundestruppen unter Oberst Hinkeldey griffen die Freischar an. Struve erreichte in Verhandlungen einen Waffenstillstand von einer halben Stunde. Das Gros der Freischar war bereits aus Steinen geflüchtet und Struve ließ mit Unterstützung von Theodor Mögling und August Willich die Brücke über den Fluss Wiese bei Steinen abtragen um so den Truppen die Verfolgung der versprengten Freischaren zu erschweren. Hinkeldey zog auf dem anderen, rechten Flussufer nach Lörrach nachdem eine Abteilung der Aufständischen unter Mögling mit einer Feuersalve den Flussübergang verteidigte.
Weißhaar floh ins schweizerische Rheinfelden und seine Schar löste sich auf. Nach Stellung einer Kaution konnte er sich nach der Niederschlagung des Heckeraufstandes gleichwohl in Lottstetten aufhalten.

### Während des Struve-Putsches (September 1848)
An der zweiten badischen Erhebung unter Gustav Struve im September 1848 – dem Struve-Putsch – konnte sich Weißhaar nicht mehr beteiligen, da sie innert drei Tagen mit dem Gefecht um Staufen beendet wurde. Struve hatte allerdings mit dem späteren Zuzug Weißhaars gerechnet.

### In der badischen Revolution von 1849
Weißhaar wurde nach Ausbruch der Badischen Revolution zum Civilkommissär des Amtsbezirks Jestetten ernannt. Am 28. Mai 1849 hatte Weißhaar als Civilkommissär sämtliche Bürgermeister und Präsidenten der Volksvereine sowie alle Bürger, die sich um die Wahlen und die „Constitutionelle Versammlung“ besonders bekümmern, zu einer Vorberatung für diese Wahl nach Eggingen eingeladen. Weißhaar wurde am 3. Juni 1849 für den IV. Bezirk (Jestetten, Waldshut, Blumenfeld, Bonndorf, Stühlingen) als einer von vier Abgeordneten gewählt.
Die Reste der Revolutionsarmee zogen am Hochrhein aufwärts nach Waldshut und Grießen, um von dort nach Lottstetten zu gelangen. Bei Baltersweil bezogen sie Lager und führten die Artillerie bei Bühl gegen die rasch nachrückenden Preußen auf. Am 11. Juli 1849 übertrat Sigel zusammen mit Joseph Weißhaar und den restlichen Truppen auf Anraten des Oberst Rudolf Benz von Pfungen, Kommissär der Kantonsregierung Zürich, bei Eglisau den Rhein, sie wurden entwaffnet und interniert.
August Willich, der nach den verlorenen Gefechten von 1848 das Willichsche Freikorps in Frankreich mit der Besanconer Arbeiter–Companie, neu zusammengefasst hatte und sein Adjutant, Friedrich Engels, betraten hier am 12. Juli 1849 ebenfalls neutralen Boden. Das Beckersche Freikorps ging bei Rheinau in die Schweiz.

### Verurteilung und Amnestie
Joseph Weißhaar wurde am 24. Juni 1850 vom Hofgericht Bruchsal wegen Hochverrat zu achtjähriger Zuchthausstrafe und Einzug eines großen Teils seines Vermögens verurteilt. Im Berufungsverfahren bestätigte das Oberhofgericht Karlsruhe im Januar 1851 das Urteil.
Später erreichte seine Frau eine Milderung der ebenfalls im Urteil enthaltenen hohen Geldstrafe. Da er sich in der Schweiz aufhielt, konnte er nicht inhaftiert werden. Die vom Großherzog Friedrich I. anlässlich seines Regierungsantritts 1857 erlassenen Amnestie nutzte er zu einem Aufenthalt in Lottstetten, wobei er seinen gesamten Besitz verkaufte. Nachdem er zuvor einen Holzhandel in Zürich betrieb ließ er sich in St. Fiden in der Gemeinde Tablat im Kanton St. Gallen als Gastwirt und Brauer nieder und wurde zusammen mit seinen drei Söhnen am 23. Oktober 1864 in das Bürgerrecht aufgenommen.

## Anekdoten
Joseph Weißhaar ist bis heute mit der Geschichte des Klettgaus verwurzelt, er war bekannt als tüchtiger Geschäftsmann aber auch als ein zu allen möglichen Scherzen und Dreisten Stücklein bereiter Draufgänger, diese sind in zahlreichen Anekdoten überliefert worden, sogar eine Sage ist um ihn entstanden. So soll er einmal seinem Bernhardiner den Tischtuchzipfel eines reichgedeckten Tisches in einem noblen Zürcher Hotel, an den Schwanz gebunden haben, beim Hinausgehen hat er den Barry leise gerufen, der deckte dann in aller Ruhe ab, das Gelächter war natürlich sein Vergnügen, das er gern aus seiner vollen Börse bezahlte. Ein anderes Mal habe er gewettet, innerhalb einer unmöglich kurzen Zeit in Zürich zu sein, er spannte zwei feurige Rosse vor seinen Jagdwagen – und landete anstatt auf der Rheinbrücke bei Eglisau, daneben im Rhein, nur mit Mühe konnte er sich retten. Vor dem Gefecht bei Steinen soll der Adjutant Malzacher, der Kreuzwirt von Bülach ihm gemeldet haben : D´Prüße chömme! und weiter meinte: I glaub, Oberst, die chaibe Prüße sin bigoscht doch imstand un schüsse uf üs! – Was, schüße oder nit schüße, mir schüße au! war die Antwort Weißhaars, doch als es dann die ersten Blessierten und Toten gab, räumten die Freischärler das Feld. (frei nacherzählt) aus Heitere Geschichten aus der Heimat.

## Gedenken
In Lottstetten gibt es eine Joseph-Weißhaar-Straße und einen Weißhaarplatz. An der Engelscheune die zu Weißhaars Besitz gehörte ist eine Gedenktafel angebracht.